# Eugène Sadoine
Baron Eugène Séraphin Sadoine (Aat, 29 mei 1820 - Luik, 19 januari 1904) was een Belgisch industrieel en edelman.

## Levensloop
Eugène Sadoine was een zoon van Clément Sadoine en van Rosalie Dugailliez. Hij trouwde in Gent in 1849 met Maria Vander Donckt (1831-1862). Ze hadden een zoon en twee dochters.
Van 1839 tot 1842 studeerde hij aan de Militaire School. Hij werd vervolgens ter beschikking gesteld van het ministerie van Buitenlandse Zaken en studeerde verder om scheepvaartingenieur te worden. In 1843 werd hij aspirant-ingenieur, in 1848 ingenieur 2de klas en in 1852 ingenieur 1ste klas. In 1856 vervolgde hij met studies in Latijns-Amerika en in 1865 was hij hoofdingenieur. In dat jaar ging hij met onbepaald verlof.  
In 1850 had hij aan Cockerill het brevet verkocht van een door hem uitgevonden scheepsschroef voor stoomboten. In 1860 vertegenwoordigde hij Cockerill in Sint-Petersburg, tijdens de bouw van drie oorlogsschepen en twee pantserschepen, waarvoor Cockerill de machines leverde.
Hij werd in 1865 directeur-generaal bij John Cockerill in Seraing. Hij richtte de fabrieksgebouwen volledig nieuw in, bouwde nieuwe werkplaatsen, organiseerde nieuwe divisies en breidde de relaties met het buitenland uit, onder meer met Rusland en China.
Hij stond koning Leopold II bij in de kolonisatie van Congo. Hij werd een van de  promotoren van de Vereniging tegen de slavenhandel. Hij interesseerde zich van dichtbij voor de economische ontwikkeling van de kolonie, was betrokken bij de bouw van grote stoomboten voor trafiek op de Congostroom (1878) en bij de bouw van spoorwegen in Beneden-Congo (1885).
In 1889 vergezelde hij Storms naar Berlijn voor besprekingen over Congolese kwesties.
In 1885 werd hij opgenomen in de Belgische erfelijke adel, met de titel baron overdraagbaar bij eerstgeboorte.

## Afstammelingen
De zoon van Eugène, ingenieur Armand Sadoine (1850-1934) trouwde in 1879 met Jeanne del Marmol (1857-1939). Ze kregen vier zoons en drie dochters, met afstammelingen tot heden.

## Verwijzingen
De Baron Sadoinestraat in Hoboken werd naar hem vernoemd.